# Elizabeth Holmesová
Elizabeth Holmesová (* 3. února 1984 Washington, D.C.) je americká podnikatelka, zakladatelka a ředitelka společnosti Theranos. Tato společnost měla prostřednictvím zařízení Edison poskytovat lidem okamžitý přístup k aktuálním informacím o jejich zdraví, a to z několika kapek krve z prstu.
Společnost, jejíž hodnota byla svého času odhadována na 9 miliard dolarů, však nedokázala dostát svým slibům a skutečný stav věcí tajila. V září 2021 byl s Holmesovou zahájen soudní proces. Je obviněna z 12 finančních podvodů a ze spiknutí. Pokud se její vina prokáže, hrozí jí až 20 let vězení a pokuta ve výši 2,75 milionů dolarů (téměř 59 milionů korun).
Dne 19. listopadu 2022 byla Elizabeth Holmesová odsouzena za podvod vůči investorům, zákazníkům i pacientům k 11 letům a třem měsícům odnětí svobody.

## Život
Pradědečkem Holmesové byl Christian Holmes, inženýr a lékař, po kterém je pojmenována nemocnice v Cincinnati. Jejím otcem byl Christian Rasmus Holmes IV, viceprezident americké energetické společnosti Enron, která v roce 2002 zbankrotovala po zjištění rozsáhlých podvodů.
Elizabeth Holmesová byla školní premiantkou. Po střední škole začala studovat chemické inženýrství na Stanfordově univerzitě v Kalifornii. Už v roce 2003 podala první patentovou přihlášku na náplast, ze které by bylo možné odebírat vzorky krve a zjistit z nich infekci. Profesoři z univerzity to považovali za nereálné, což ji však od jejího plánu neodradilo.
V roce 2004 v 19 letech univerzitu opustila. Peníze místo do školného investovala do svého startupu Theranos. Díky zařízení Edison měla tato firma lidem po odběru několika kapek krve poskytovat okamžitý přístup k aktuálním informacím o jejich zdraví.
Holmesová byla velkou obdivovatelkou zakladatele firmy Apple Steva Jobse. Nosila černý rolák jako on a toužila po tom, aby se přístroj Edison stal součástí běžné domácnosti tak jako telefony Apple.
Od začátku ve startupu pracoval také Ramesh Balwani. Stal se partnerem Holmesové, svůj vztah však před okolím dlouho tajili. Holmesová dokázala pro svůj podnik získat velkou finanční i politickou podporu. Jen do prosince 2004 získal Theranos kapitál ve výši šest milionů dolarů, v roce 2010 to již bylo 92 milionů dolarů. K investorům, kteří do projektu vložili desítky milionů korun, patřili zkušení podnikatelé, např. majitelé řetězce Walmart, britský mediální magnát Rupert Murdoch nebo bývalá americká ministryně školství Betsy DeVosová. V letech 2011 až 2014 zasedali ve správní radě firmy bývalí američtí ministři Henry Kissinger, James Mattis nebo George Shultz. Firma sídlila v Silicon Valley a pracovaly pro ni stovky zaměstnanců. Časopis Forbes Holmesovou v roce 2015 označil za nejmladší a nejzámožnější „self-made“ miliardářku na světě. Její majetek odhadl na 4,5 miliardy dolarů (96 miliard korun). Vlastnila polovinu firmy, jejíž celková hodnota tak byla odhadována na 9 miliard.
Vývoj zařízení Edison však nešel podle plánu, což Holmesová nepřiznávala. I přesto Theranos získal 18 amerických a 66 zahraničních patentů. Pokračoval v uzavírání smluv – s lékárnami, zdravotnickými centry, pojišťovnami a neziskovými organizacemi.
Novinář John Carreyrou z deníku The Wall Street Journal, dvojnásobný držitel Pulitzerovy ceny, na základě výpovědí bývalých zaměstnanců začal pátrat po skutečném stavu věcí. Zjistil, že většinu testů firma provádí na komerčně dostupných přístrojích a že výsledky testů se často velmi liší od výsledků z jiných laboratoří. Holmesová se pokoušela publikaci článku zabránit a obrátila se proto přímo na miliardáře Ruperta Murdocha, kterému tehdy Wall Street Journal patřil a který byl hlavním investorem Theranosu s investicí ve výši 125 milionů dolarů. Murdoch ale odmítl. V říjnu 2015 Carreyrův článek v deníku vyšel. Holmesová vše popřela, ale úřady zahájily vyšetřování a zjištění novináře postupně potvrdily.
V roce 2018 bylo propuštěno téměř 1000 zaměstnanců společnosti Theranos. Oficiálně zanikla 4. září 2018.
Holmesová se u soudu chystá svědčit proti svému, dnes již bývalému partnerovi Balwanimu. Tvrdí, že ji zneužíval a kontroloval, jak se stravovala, kdy spala, jak se oblékala nebo s kým mluvila. Nebyla tedy zcela příčetná, což ovlivnilo její jednání ve vedení Theranosu. Balwani naopak svaluje vinu za pád společnosti na Holmesovou.
V procesu proti Holmesové budou svědčit i někteří pacienti, kterým společnost stanovila chybnou diagnózu (např. že jsou HIV pozitivní).

### Osobní život
V 18 letech, v roce 2002, se seznámila s o 19 let starším Rameshem Balwanim, který se později stal jejím partnerem, jak životním, tak obchodním. Tehdy byl ještě ženatý, téhož roku se však rozvedl. Theranos opustil v roce 2016, když se rozbíhalo vyšetřování.
V roce 2019 se Holmesová zasnoubila s Williamem Evansem, 27letým dědicem hotelové skupiny Evans Hotels. Téhož roku se vzali. V červenci 2021 se páru narodil syn.